# ارنست لورچر
ارنست لورچر (انگلیسی: Ernst Lörtscher؛ ۱۵ مارس ۱۹۱۳ – ۳۰ نوامبر ۱۹۹۳) یک بازیکن فوتبال اهل سوئیس بود.
از باشگاه‌هایی که در آن بازی کرده‌است می‌توان به باشگاه فوتبال سروت ۱۸۹۰ و تیم ملی فوتبال سوئیس اشاره کرد.
وی همچنین در تیم ملی فوتبال سوئیس بازی کرده است.